# Adriano Guerrini
Adriano Guerrini (Alfonsine, 8 aprile 1923 – Genova, 22 novembre 1986) è stato un poeta e docente italiano.

## Biografia
Adriano Guerrini nasce nel 1923 ad Alfonsine, ultimo dei tre figli del ferroviere Luigi e della casalinga Maria Bedendo. Nel 1926 la famiglia si trasferisce a Ferrara e nel 1933 a Genova. Nel capoluogo ligure studia presso il Liceo classico "Giuseppe Mazzini" di Sampierdarena, dove consegue la maturità nel 1942. Richiamato alle armi, nel 1943 è allievo ufficiale di complemento nelle Isole Brioni: l'8 settembre è deportato nel Tirolo austriaco, dove resta sino alla fine della guerra. Nel 1947 si laurea presso la Facoltà di Lettere e Filosofia dell'Università degli Studi di Genova con una tesi dal titolo Abbozzo di un relazionismo radicale (relatore Adelchi Baratono). Dal 1950 fino alla pensione nel 1979 insegna Storia e Filosofia nei licei classici di Pegli ("Mazzini", succursale: 1950-1951), della Spezia ("Costa": 1951-1954), di Savona ("Chiabrera": 1954-1964) e di Sampierdarena ("Mazzini", sede: 1964-1979).
Esordisce come poeta nel 1949 con Ila, seguito nel 1951 da L'altra via (segnalato l'anno precedente al concorso dell'editore Gastaldi) e nel 1957 da L'adolescente, recensito da Giorgio Caproni sulla Fiera letteraria. Il primo importante libro di versi è tuttavia Età di ferro, pubblicato nel 1958 da Rebellato con una notizia sull'autore di Diego Valeri (Valeri e Camillo Sbarbaro, con il quale è entrato in contatto nell'autunno del 1954, resteranno sempre i maestri di Guerrini). Nel 1960 pubblica L'amore e il tempo, con prefazione di Carlo Betocchi, e vince con Andrea Zanzotto il Premio Colli Euganei con la raccolta Ritorno alla terra euganea.

### Gli anni diDiogenee diResine
Nel 1959, con Gian Luigi Falabrino, ha intanto fondato la rivista Diogene. Nel 1961 esce l'antologia I Novissimi. Poesie per gli anni '60. A questo fatto sono direttamente legate le Confessioni che escono sul successivo numero di dicembre, nelle quali Guerrini lamenta che dopo l'ermetismo (forma senza contenuto) e il neorealismo (contenuto senza forma) non si sia data l'agognata sintesi (forma e contenuto) ma si siano invece "aperte le porte del caos". È da questo momento che combatte una battaglia contro la neoavanguardia, testimoniata dagli interventi pubblicati quasi tutti sul Diogene e infine raccolti nel volume La poesia neurologica (1969). Queste tematiche verranno affrontate anche nella raccolta Polemica (1965).
A partire da questo periodo Guerrini paga con un isolamento pressoché totale la sua posizione di uomo di sinistra (fra socialismo umanitario e socialdemocrazia) ferocemente anticomunista; e anche il suo giudizio sulla contestazione studentesca è fondamentalmente critico, come testimonierà nel 1971 il volume La rivoluzione al liceo. Autobiografia di un professore.
Nel 1968 dedica al "maestro" Sbarbaro, scomparso l'anno prima, il volume Il significato di Sbarbaro. Nel 1969, dopo una frattura fra i due fondatori, Diogene cessa le pubblicazioni; tre anni dopo, nel 1972, nasce Resine, la rivista dal titolo emblematicamente sbarbariano che, attraverso due serie (1972-1978 e 1979-2015) vivrà per oltre quarant'anni. Negli anni settanta pubblica in autoeduizione Cinquanta quartine (1951), scritte un quindicennio prima, e Alti boschi (1973), riscrittura di Ila; negli anni immediatamente successivi approda alle edizioni All'insegna del Pesce d'Oro di Vanni Scheiwiller con Jon il Groenlandese (1974, con prefazione di Caproni) e Poesie politiche (1976). Nel 1978 pubblica Età di ferro, edito da Mondadori: nella prima sezione rielabora radicalmente l'omonimo libro del 1958, nella seconda rielabora Polemica e nella terza ripropone immutato Jon il Groenlandese.

### Gli ultimi anni
Dopo il pensionamento nel 1979, provvede a una definitiva sistemazione della sua opera in versi anteriore all'Età di ferro con L'adolescente (1980), Alti boschi (1982) e L'invito (1984). A questi volumi si affiancano quelli che raccolgono testi più recenti: Ventotto poesie (che ricevono il premio Frascati) e Quindici poesie a qualcuno (1981), Tanka (1984).
Nel 1984 Allen D. Thompson, professore dell'Università di Hull, lo invita a tenere alcune lezioni agli studenti per l'anno successivo, ma nella primavera del 1985 Guerrini è colpito da ictus, che gli impedisce di recarsi in Inghilterra. Muore a Genova il 22 novembre 1986. I testi da lui preparati per le lezioni compaiono postumi su Resine con il titolo Discorsi inglesi (1988).

## Poetica
Guerrini ha esposto la propria concezione della poesia nella Poetica breve conclusa nel 1954 ma data alle stampe solo nel 1982: concezione alla quale è rimasto poi fedele sino all'ultimo, come testimonia il testo della lezione tenuta il 20 aprile 1983 all'Università di Genova, Come si scrive una poesia, stampato su “Resine” dell'aprile-giugno.
Nella Poetica breve, Guerrini individua l'elemento specifico della poesia nel “sentimento dell'infinito” (fisico e metafisico), nella “contemplazione infinitizzante” che investe i “contenuti umani”. Si tratta esplicitamente di una poetica romantica ("Schlegel affermava che la malinconia è il tratto caratteristico della poesia moderna o ‘romantica'. Il che – per noi è ormai chiaro – va esteso a tutta la poesia, la quale in questo senso è tutta sempre romantica”) dalle connotazioni fortemente religiose (“Però l'emozione poetica, in quanto ‘infinitizzante', è da riconoscersi di natura profondamente religiosa”) anche se naturalmente non confessionali.
A questa poetica sono ispirati i versi del primo Guerrini, da L'adolescente a Alti boschi, da L'amore e il tempo a L'invito; la situazione storica (l'urto con l'“età di ferro”) porta però presto il poeta a una poesia più cupa e tormentata (appunto Età di ferro e poi, in anni successivi, Jon il Groenlandese, Ventotto poesie e Tanka) che assumerà, nella lotta senza quartiere con la Neoavanguardia, i toni aspri della polemica letteraria e politica (Polemica, Poesie politiche, Quindici poesie a qualcuno), ormai lontani dalla “contemplazione infinitizzante” della Poetica breve.
Tutti i numeri di “Diogene” recano un'epigrafe dal De sapiente di Charles de Bouelles: “Sapienza non è che una certa umanità”. È un binomio, quello di uomo e ragione, che per Guerrini entra a costituire tuttavia un inscindibile trinomio con poesia: non per nulla da una parte l'autore dedica alcune pagine della Poetica breve al rapporto fra poesia – che è classicamente, ricorda Guerrini, un “sogno” in presenza di essa – e ragione; e dall'altra si sofferma su quello fra poesia e umanità, perché la poesia “certo è uno dei tramiti maggiori di ciò che un tempo si battezzò humanitas, cioè della coltivazione dell'uomo nell'uomo”.
La sua poesia era anche caratterizzata dall'attenzione alle tematiche ecologiche: Roberto Mosena la definirà un'"ecopoesia", notando che Guerrini, insieme a Pier Paolo Pasolini e Italo Calvino, fu uno dei pochi autori italiani del secondo Novecento ad aver "tenuto lo sguardo sulla catastrofe ambientale".

## Opere

### Poesie
- Ila (Versi), s.e., Genova, 1949.
- L'altra via, Gastaldi, Milano, 1951.
- L'adolescente, Liguria, Genova ,1957.
- Età di ferro, con una notizia di Diego Valeri, Rebellato, Padova, 1958.
- Nel cerchio, in Nuovi poeti, II, raccolti e presentati da Ugo Fasolo, Vallecchi, Firenze, 1958.
- L'amore e il tempo, prefazione di Carlo Betocchi, Amicucci, Padova, 1960.
- Ritorno alla terra euganea, in Premio colli euganei 1960. Andrea Zanzotto, Adriano Guerrini, Ca' Diedo, Venezia s.d. [1960].
- Ritorno alla terra euganea, Ca' Diedo, Venezia, 1961.
- Polemica, Edizioni del “Diogene”, Genova, 1965.
- Cinquanta quartine (1956), a cura dell'autore, Genova, 1971.
- Alti boschi (1943-1947), edizione a cura dell'autore, Genova, 1973.
- Jon il Groenlandese, prefazione di Giorgio Caproni, All'insegna del Pesce d'Oro, Milano, 1974.
- Poesie politiche, All'insegna del Pesce d'Oro, Milano, 1976.
- Età di ferro, Mondadori, Milano, 1978.
- Omaggio a Trieste, San Marco dei Giustiniani, Genova, 1980.
- L'adolescente, prefazione di Giorgio Caproni, Liguria - Edizioni Sabatelli, Genova, 1980.
- Ventotto poesie, prefazione di Giancarlo Vigorelli, San Marco dei Giustiniani, Genova, 1981.
- Quindici poesie a qualcuno, Edizioni di «Resine» - Sabatelli, Savona, 1981.
- Alti boschi, «Resine» (Quaderni liguri di cultura) - Sabatelli, Savona, 1982.
- Tanka (1974-1979), Res, Milano, 1984.
- L'invito (1943-1961), San Marco dei Giustiniani, Genova, 1984.
- Poesie (1941-1986), a cura di Francesco De Nicola, De Ferrari, Genova, 1996.
- Erotia, a cura di Luigi Fenga, prefazione di Adriano Sansa, San Marco dei Giustiniani, Genova, 1996.
- Jon il Groenlandese, a cura Stefano Giovannuzzi, Fondazione Giorgio e Lilli Devoto - Edizioni San Marco dei Giustiniani, Genova, 2016.
- L'opera poetica, a cura di Paolo Zoboli, Fondazione Giorgio e Lilli Devoto - Edizioni San Marco dei Giustiniani, Genova, 2024.

### Prosa
- I mesi, Edizioni del “Diogene”, Genova, 1960.
- Il significato di Sbarbaro, Liguria - Sabatelli, Genova-Savona, 1968.
- La poesia neurologica, Rebellato, Padova, 1969.
- La rivoluzione al liceo. Autobiografia di un professore, La Nuova Italia, Firenze, 1971.
- Poetica breve, «Resine» (Quaderni liguri di cultura) - Sabatelli, Savona, 1982.
- Discorsi inglesi. La poesia italiana dalla guerra a noi. Sei conversazioni ai giovani inglesi (1985), “Resine”, n.s., 38, ottobre-dicembre, 1988.

### Lettere
- Camillo Sbarbaro, Lettere ad Adriano Guerrini (1954-1967), a cura di Davide Puccini, Fondazione Giorgio e Lilli Devoto - Edizioni San Marco dei Giustiniani, Genova, 2009.